# Ljubica
Ljubica je žensko ime staroslovenskog porekla, izvedeno od imena Ljubinka ili Ljuba. Postoji tumačenje da je ovo ime izvedeno od naziva biljke ljubičice. Koristi se u Srbiji, Hrvatskoj, Makedoniji i Sloveniji.

## Popularnost
U Makedoniji je ovo ime 2006. bilo na devetom, a u Srbiji u periodu od 2003. do 2005. na 66. mestu po popularnosti.